# Miguel Lavié
Miguel Angel Lavié da Cunda mais conhecido como Miguel Lavié (Las Piedras, 15 de abril de 1986), é um futebolista uruguaio. Atua como zagueiro. Passou por clubes famosos do Uruguai como o Juventud, o Peñarol e também do Brasil como o Avaí. Passou ainda por FK Javor da Sérvia e atualmente joga pelo Heredia, da Guatemala. Atualmente defende o Real Estelí da Nicarágua.

## Carreira
Nascido em Las Piedras, durante sua carreira já havia jogado em clubes uruguaios como o Peñarol, Juventud e Bella Vista, nos brasileiros Criciúma e Avaí, e teve um breve período no clube sérvio SuperLiga FK Javor. Em 2010, voltou ao Brasil para jogar no Campeonato Paulista pelo Rio Claro. Em maio de 2011 ele assinou com o C.D. Suchitepéquez para a disputa do Campeonato Guatemalteco de Futebol. Em 2015 foi atuar na Nicarágua para defender o Real Estelí.
Miguel fazia parte do elenco da Seleção Uruguaia de Futebol Sub-17 que competio um torneiro internacional Sub-17 disputado em setembro de 2002, na Itália que foi organizado em homenagem a memória dos ataques de 11 de setembro de 2001. Miguel foi o capitão da seleção no Campeonato Sul-Americano de Futebol Sub-17 de 2003, onde o Uruaguai terminou em 4º lugar. Depois, ele fez parte da equipe do Uruaguai no Campeonato Sul-Americano de Futebol Sub-20 de 2005.

## Títulos
Juventud
- Campeão do Torneio em memória ao atentado de 11 de Setembro na Itália - 2003

Peñarol
- Campeão do Torneio Preparação e Clausura - 2004
- Campeão da Copa Ricard - 2006

## Participações na Seleção
- 2003 Torneio Alcudia na Espanha

Sul-Americano Sub-17 (CAPITÃO) na Bolívia

Seleção Uruguaia Sub-17 (25 partidas)
- 2005 Sul-Americano Sub-20 na Colômbia
- 2006 Partidas amistosas no Brasil e México